# Рејнолдсов број
Рејнолдсов број је бездимензиона величина и кључни параметар струјања вискозног флуида. Тим бројем се дефинише граница између ламинарног и турбулентног струјања. Има физичко значење односа сила инерције и вискозности. На његову бројну вредност утиче више параметара струјања флуида. Користи се за довођење карактеристика струјања на упоредиве услове.
Означава се с Re, по енглеском физичару Озборну Рејнолдсу, аутору више радова из области хидродинамике. Један од најзначајнијих му је од научних доприноса, везан за увођење Re, са експерименталним и теоретским доказом разграничења ламинарног и турбулентног струјања флуида.

## Коришћене физичке величине
- Основне
  - {\displaystyle \ l} је дужина 
  - {\displaystyle \ m} је маса 
  - {\displaystyle \ t} је време
- Изведене
  - {\displaystyle {\mathbf {\mathrm {v} } }} је брзина 
  - {\displaystyle \ A} је површина 
  - {\displaystyle \ F} је сила 
  - {\displaystyle {\ \rho }} је густина 
  - {\displaystyle \ \mu } је вискозност
  - {\displaystyle \ \nu } је кинематска вискозност ({\displaystyle \ \nu ={\mu }/{\rho }} ) 
  - {\displaystyle \ p} је притисак

## Историјат

### Уочавање феномена
При испитивању модела у облику кугле, мерено у одвојеним аеротунелима, добијени су различити резултати. У Ајфеловом аеротунелу у Паризу 1911. године је добијена вредност коефицијента отпора Cx = 0,176, а у Прантловом у Гетингену 1912. године је измерено Cx = 0,44.
Овај феномен је постао предмет вишегодишњих истраживања многих научника, у области механике флуида. У одвојеним аеротунелима је мерен отпор и других аеротела, а и код њих је уочен исти феномен.
Сила отпора (Rx ), у принципу, представља параболичну функцију другог реда у зависности од брзине струјања ваздуха око аеротела. Код одређене вредности брзине је примећен дисконтинуитет те функције. При одређеној брзини, сила отпора се нагло смањи и пређе на другу параболичну зависност, померену удесно на једну од парабола из фамилије могућих (приказано на слици).
Прантл је теоретски и експериментално разјаснио основе физикалности дотичног феномена. Он је проучавајући струјно поље око кугле, још 1914. године закључио да је та промена отпора последица промене струјног поља око кугле.
 При мањим брзинама настаје раније одвајање струјница ваздуха и формира се вихорно поље на већем делу кугле, с почетком на пресеку под углом од око 800. Са порастом брзине се вихорно поље смањује. Одвајање струјница ваздуха се одлаже на пресек кугле, под углом између 1100 и 1400 (слика десно ).
Раније одвајање ваздушне струје проузрокује већу разлику притиска, испред и иза аеротела, што значи и већи отпор. Тај прираштај отпора се у аеродинамици идентификује као отпор облика аеротела, услед утицаја вискозности флуида.

При ламинарном струјању долази до ранијег отцепљења струјница, у односу на турбулентно, при коме услед додатне енергије ротације, ваздушне честице дуже прате контуру аеротела. При малим брзинама је ламинарно струјање флуида, a на одређеној, повећаној брзини исто прелази у турбулентно. 

### Рејнолдсов оглед
Озборн Рејнолдс је својим огледом струјања воде кроз цев дао посебан допринос истраживању феномена нагле промене отпора аеротела на одређеној брзини струјања. Оглед је реализовао с посудом, напуњеном водом, која истиче кроз хоризонталну, провидну цев константног пречника D. Брзина истицања воде се регулише славином. У функцији визуелизације струјања воде, у ток се из посебног суда упушта обојени раствор.
При малим брзинама истицања воде, обојене честице праве паралелан траг с осом цеви и задржавају своје индивидуалне особине. С повећањем брзине достиже се тренутак када честице обојеног раствора, на одређеној удаљености од почетка цеви, почињу да се мешају с водом у цеви, расипајући се по читавој њеној ширини.
Удаљеност почетка губитка индивидуалности честица раствора је већа уколико је проток кроз цев мањи. Та брзина преображаја из ламинарног у турбулентно струјање по Рејнолдсу се зове критична, Vk. Овим огледом је, у првом делу, доказана појава ламинарног, а у другом делу турбулентног режима струјања.
Варирајући пречник цеви D, Рејнолдс је открио да је при константној температури воде увек исти производ пречника цеви и критичне брзине, DVk. Значи, да се с порастом пречника цеви D раније дешава преображај ламинарног у турбулентно струјање и обрнуто. При промени температуре воде, истој се мења вредност вискозитета {\displaystyle \ \nu } и преображај облика струјања се карактерише с односом његових параметара: {\displaystyle {\frac {{\ \mathbf {\mathrm {v} } }D}{\nu }}=const}. Тај однос је назван критични Рејнолдсов број Rek. Првим мерењима у овим опитима Рејнолдс је добио Rek=2.200. Касније, изменом облика улазног дела цеви (колектора), добио је Rek=22.800.
Упоређујући режиме опструјавања око аеротела и протицања воде кроз цев Рејнолдсовог огледа, научници су уочили потпуну аналогију.
Први закључује енгл. Rayleigh (1913. г. ) да су вредности аеродинамичких коефицијената отпора Cx за куглу приближно једнаки за исте производе DV. То је била прва, приближна, примена Рејнолдсовог броја.

## Дефиниција
Показатељ утицаја Рејнолдсовог броја се добија кроз процес бездимензијске анализе.
Према теорији сличности физичких процеса постоји неколико метода за извођење и доказ:
- Развојем успостављене функције у ред.
- Фракционом анализом, посредством односа сила и односа делова једначине енергије.
- Бездимензионим обликом диференцијалних једначина.
- Трансформацијом једначине Навје-Стокса.[8] Опструјавање кугле с {\displaystyle \,{\mathbf {\mathrm {V} } }>\,{\mathbf {\mathrm {V} } }_{kr}}.

### Метод бездимензијске анализе с развојем функције у ред
За пример у аеродинамици, с претпоставком да коефицијенат аеродинамичке силе зависи од облика аеротела, његовог положаја у односу на струјање и од вискозности флуида μ, у општој функцији је:
{\displaystyle C_{F}=f\left(\rho ,\mathbf {\mathrm {v} } ,l,\mu ,\kappa ,\alpha ,\beta \right)}
Где су: κ облик аеротела, α нападни угао и β бочни угао.
Претходна функција се може развити у ред:
{\displaystyle C_{F}=\sum A\rho ^{x}{\mathbf {\mathrm {v} } }^{y}l^{z}\mu ^{p}\kappa ^{q}\alpha ^{r}\beta ^{s}}
Применом бездимензијске анализе, мора се постићи идентичност димензија леве и десне стране једначине:
{\displaystyle Dim\left[C_{F}\right]\equiv Dim\left[\rho ^{x}{\mathbf {\mathrm {v} } }^{y}l^{z}\mu ^{p}\right]}
Коефицијент аеродинамичке силе CF нема димензију, те и и однос величина на десној страни једначине мора бити без димензије. Значи, обе стране једначине су без димензије:
{\displaystyle Dim\left[C_{F}\right]=1\quad \Rightarrow \quad Dim\left[\rho ^{x}{\mathbf {\mathrm {v} } }^{y}l^{z}\mu ^{p}\right]=1}
Из овога услова се одређују експоненти утицајних физичких величина, у претпостављеној функцији.
{\displaystyle Dim\left[C_{F}\right]=1\Rightarrow l^{0}m^{0}t^{0}\equiv \left(l^{-3}m\right)^{x}\left(l\,t^{-1}\right)^{y}l^{z}\left(l^{-1}m\,t^{-1}\right)^{p}\Rightarrow l^{0}m^{0}t^{0}\equiv l^{-3x+y-p}m^{x+p}t^{-y-p}\quad \Rightarrow }
{\displaystyle 0=-3x+y-p;\quad 0=x+p;\quad 0=y+p}
Заменом решења овог система једначина се добија:
{\displaystyle \,x=\,-p;\quad \,y=\,-p;\quad \,z=\,-p\quad \Rightarrow \quad C_{F}=\sum A\left({\frac {\mathbf {\mathrm {v} } l}{\nu }}\right)^{p}\kappa ^{q}\alpha ^{r}\beta ^{s}}
Пошто су A, p, q, r и s потпуно произвољне вредности, произилази да је:
{\displaystyle C_{F}=f\left({\frac {\mathbf {\mathrm {v} } l}{\nu }},\kappa ,\alpha ,\beta \right)}
Где је кинематска вискозност: {\displaystyle \ \nu ={\mu }/{\rho }}.
На овај начин је добијена функција коефицијената аеродинамичких величина, у зависности од облика и положаја аеротела у струји флуида и од односа {\displaystyle {\frac {\mathbf {\mathrm {v} } l}{\nu }}}.
Овај бездимензиони однос карактерише режим и облик струјања флуида око аеротела. Тај однос је назван Рејнолдсов број, у знак признања физичару Рејнолдсу, за допринос у разјашњењу феномена утицаја измене карактера опструјавања тела флуидом на вредности карактеристика струјања. Обележава се са:
{\displaystyle \,R_{e}={\frac {\mathbf {\mathrm {v} } l}{\nu }}}
Где је {\displaystyle \mathbf {\mathrm {v} } } брзина струјања флуида, {\displaystyle \,\nu } кинематска вискозност флуида и {\displaystyle \,l} карактеристична дужина (код кугле, цеви и пројектила пречник, а код аеропрофила, крила и авиона тетива итд.).

### Метод бездимензијске анализе помоћу једначина Навје-Стокса
Ефикасност симулације дводимензионалног струјања око цилиндричног тела, с употребом једначина Навје-Стокса, демонстриран је у НАСА, на рачунару Греј C-90 (енгл. Graj C-90). Слика графичких резултата је дата десно.
Математички доказ, да су сва струјања међусобно упоредива, ако се одвијају с истим Рејнолдсовим бројем, је могућ и применом принципа Навје-Стокса на једначину количине кретања.
{\displaystyle \rho \left({\frac {\partial {\vec {v}}}{\partial t}}+{\vec {v}}\cdot \nabla {\vec {v}}\right)=-\nabla p+\mu \nabla ^{2}{\vec {v}}+\mathbf {f} }
При чему су:
Набла (векторски диференцијални оператор): {\displaystyle \nabla ={\frac {\partial }{\partial x}}{\vec {i}}+{\frac {\partial }{\partial y}}{\vec {j}}+{\frac {\partial }{\partial z}}{\vec {k}}}
Делта (диференцијални оператор другог реда): {\displaystyle \Delta =\nabla ^{2}={\frac {\partial ^{2}}{\partial x^{2}}}+{\frac {\partial ^{2}}{\partial y^{2}}}+{\frac {\partial ^{2}}{\partial z^{2}}}}
Делови једначине имају физичко значење:
{\displaystyle \overbrace {\rho {\Big (}\underbrace {\frac {\partial {\vec {v}}}{\partial t}} _{\begin{smallmatrix}{\text{C}}\\\end{smallmatrix}}+\underbrace {{\vec {v}}\cdot \nabla {\vec {v}}} _{\begin{smallmatrix}{\text{D}}\\\end{smallmatrix}}{\Big )}} ^{\text{B}}=\overbrace {\underbrace {-\nabla p} _{\begin{smallmatrix}{\text{E}}\\\end{smallmatrix}}+\underbrace {\mu \nabla ^{2}{\vec {v}}} _{\text{G}}} ^{\text{H}}+\underbrace {\mathbf {f} } _{\begin{smallmatrix}{\text{I}}\\\end{smallmatrix}}}
- - Специфична сила инерције, по јединици запремине (количина кретања)
- - Убрзање
- - Прираст убрзања
- - Градијент притиска
- - Вискозност
- - Прираст напона
- - Остале инерцијалне силе

Пошто сваки сабирак у једначини, понаособ, има димензију количине кретања kg/m³ m/s² = kg/m²s² неопходно је, за бездимензионисање, целу једначину помножити с односом физичких величина који има реципроцитет тих димензија.
То је однос величина: {\displaystyle {\frac {l}{\rho \mathbf {v} ^{2}}}\,\left[{\frac {m^{2}s^{2}}{kg}}\right]}
На основу претходног може се написати Навје-Стоксова једначина у бездимензијском облику:
{\displaystyle {\frac {\partial \mathbf {v'} }{\partial t'}}+\mathbf {v'} \cdot \nabla '\mathbf {v'} =-\nabla 'p'+{\frac {\mu }{\rho l\mathbf {v} }}\nabla '^{2}\mathbf {v'} +\mathbf {f'} }
Где је: {\displaystyle \mathbf {v'} ={\frac {\vec {v}}{\mathbf {v} }}\left[1\right];\,p'=p{\frac {1}{\rho \mathbf {v^{2}} }}\,\left[1\right];\,\mathbf {f'} =\mathbf {f} {\frac {l}{\rho \mathbf {v^{2}} }}\,\left[1\right];{\frac {\partial }{\partial t'}}={\frac {l}{\mathbf {v} }}{\frac {\partial }{\partial t}}\left[1\right];\,\ \nabla '=l\,\nabla \,\left[1\right]}
Заменом односа: {\displaystyle {\frac {\mu }{\rho l\mathbf {v} }}={\frac {1}{R_{e}}}}
{\displaystyle \quad \Rightarrow \,\quad {\frac {\partial \mathbf {v'} }{\partial t'}}+\mathbf {v'} \cdot \nabla '\mathbf {v'} =-\nabla 'p'+{\frac {1}{R_{e}}}\nabla '^{2}\mathbf {v'} +\mathbf {f'} }
Коначно, једначина Навје-Стокса за количину кретања, написана без бездимензијског наглашавања, ради лакшег читања, има изглед:
{\displaystyle {\frac {\partial \mathbf {v} }{\partial t}}+\mathbf {v} \cdot \nabla \mathbf {v} =-\nabla p+{\frac {1}{R_{e}}}\nabla ^{2}\mathbf {v} +\mathbf {f} }
Ова једначина математички доказује да су струјања флуида међусобно упоредива, само када су при истом Рејнолдсовом броју.

### Физички смисао Рејнолдсовог броја
Физички смисао Рејнолдсовог броја се може дефинисати његовом математичком трансформацијом:
{\displaystyle {\mathit {Re}}={\frac {\mathbf {\mathrm {v} } l}{\nu }}\,{\frac {\rho {\mathbf {\mathrm {v/l} } }}{\rho {\mathbf {\mathrm {v/l} } }}}={\frac {\rho \,\mathbf {\mathrm {v^{2}} } }{\mu \,\mathbf {\mathrm {v/l} } }}}
Бројилац горње једначине се може везати за динамички притисак: {\displaystyle \quad \Rightarrow \,\quad q={\frac {\rho \mathbf {v} ^{2}}{2}}}
Именилац је повезан са тангенционим напоном: {\displaystyle \quad \Rightarrow \,\quad \mu {\frac {\mathbf {v} }{l}}=\mu {\frac {\partial {U}}{\partial {y}}}}
Произилази да је на неки начин Рејнолдсов број однос притиска и тангенцијалног напона.
Рејнолдсов број се може дефинисати и у другом облику:
{\displaystyle {\mathit {Re}}={\frac {\rho \,\mathbf {\mathrm {v^{2}} } }{\mu \,\mathbf {\mathrm {v/l} } }}\quad \Rightarrow \,\quad {\mathit {Re}}={\frac {F_{in}}{F_{visk}}}}
Где су:
- {\displaystyle \,F_{in}=\rho \,\mathbf {\mathrm {v^{2}} } }, инерцијалне силе
- {\displaystyle F_{visk}=\mu \,\mathbf {\mathrm {v/l} } }, вискозне силе

Физички смисао Рејнолдсовог броја је однос инерцијалних и вискозних сила флуида.

## Употреба
Рејнолдсов број се користи као критеријум за одређивање услова преласка с ламинарног на турбулентно струјање и обратно.
Аеродинамичке карактеристике се приказују преко својих бездимензионих коефицијената, ради елиминисања утицаја, на њихову вредност, динамичког притиска струјања и величине аеротела. На тај начин се желело постићи, да на коефицијенте утичу само облик аеротела и његов положај, у односу на правац струјница ваздуха (флуида). Односно, да коефицијенти аеротела истог облика и положаја у односу на струјање, буду међусобно упоредиви без обзира на међусобну разлику величине аеротела и динамичког притиска. Кроз искуство, теоретска и експериментална истраживања, у условима различитих облика струјања, је доказано да то није довољно за потпуну упоредивост аеродинамичких коефицијената. Доказано је, да је потпуна упоредивост коефицијената једино могућа при истим Рејнолдсовим бројевима, а у области компресибилитета, и при истим Маховим бројевима.
Утицај вискозности, односно Рејнолдсовог броја се манифестује на аеродинамичке карактеристике, што је веома важно за крила и аеропрофиле летелица. Симулирати потребну сличност у аеротунелима је веома деликатно, приликом испитивања са смањеним димензијама и брзинама модела. Рејнолдсов број утиче, преко доприноса облика аеротела, на његов укупан отпор (како је претходно утврђено). Пошто је од утицаја на тренутак отцепљења ваздушне струје, он утиче и на максимални узгон аеротела. На сликама десно је дата илустрација тога утицаја на аеропрофиле и приказане летне карактеристике инсеката.
Идеално би било, када би се упоређујући коефицијенти увек односили за исте Рејнолдсове бројеве, али то најчешће није могуће постићи. За случајеве, када се разликују, праве се корекције података сводећи их на услове истих Рејнолдсових бројева, како је дефинисано у аеродинамици и у технологијама аеротунела. Из тих разлога, се уз аеродинамичке коефицијенте увек наводе подаци, за који Рејнолдсов број се односе.

## Типичне вредности Рејнолдсовог броја

### Примери из човековог окружења
- Велики брод (Краљица Елизабета 2), када плови ~ 5×109
- Плави кит, при пливању ~ 3×108
- Човек при пливању ~ 4×106
- Крвоток у мозгу ~ 1×10²
- Крвоток у аорти ~ 1×10³
- Сперматозоид ~ 1×10−4[12]

### Летелице, птице и инсекти
На слици су илустроване области вредности Рејнолдсових бројева за инсекте, птице и поједине групације летелица. Оквирне вредности су дате за услове стандард атмосфере, на нивоу мора (H=0m ), за кинематску вискозност {\displaystyle 10^{5}\,\nu =1,32\,{\frac {m^{2}}{sec}}}. У датим примерима су различите величине тела, која се крећу кроз ваздух различитим брзинама. Величине тела су дефинисане с карактеристичним дужинама l. За константне вредности карактеристичних дужина l се Рејднолсов број мења линеарно, по правој линији (приказано на слици ).